# Gmach Sądu Okręgowego w Bydgoszczy
Gmach Sądu Okręgowego – zabytkowy budynek Sądu Okręgowego w Bydgoszczy. 

## Położenie
Gmach stoi przy ul. Wały Jagiellońskie 2 oraz stanowi wschodnią pierzeję Nowego Rynku w Bydgoszczy.

## Historia
Budynek wzniesiono w latach 1903–1906 według projektu pruskiego rządowego radcy budowlanego de Bruyna. Gmach służył w latach 1906–1918 Pruskiemu Królewskiemu Sądowi Rejonowemu i Okręgowemu (Land- und Amtsgericht). W okresie międzywojennym mieścił się tu Sąd Grodzki, a po wojnie Sąd Wojewódzki, obecnie Okręgowy.

## Architektura
Obiekt zbudowany jest w stylu eklektycznym, łączącym elementy neogotyckie, neorenesansowe i modernistyczne.
Charakteryzuje się trzynastoosiową elewacją frontową z częścią środkową ujętą dwubocznymi wykuszami przechodzącymi w sterczyny flankujące szczyt.
Ośmioboczna wieża ma wysokość 44 m, galerię widokową oraz hełm o formach barokowych. Na dekoracyjnych szczytach znajdują się m.in.: herb Bydgoszczy oraz orzeł pruski.
Budynek stanowi dominantę architektoniczną południowej części Starego Miasta. 

## Galeria

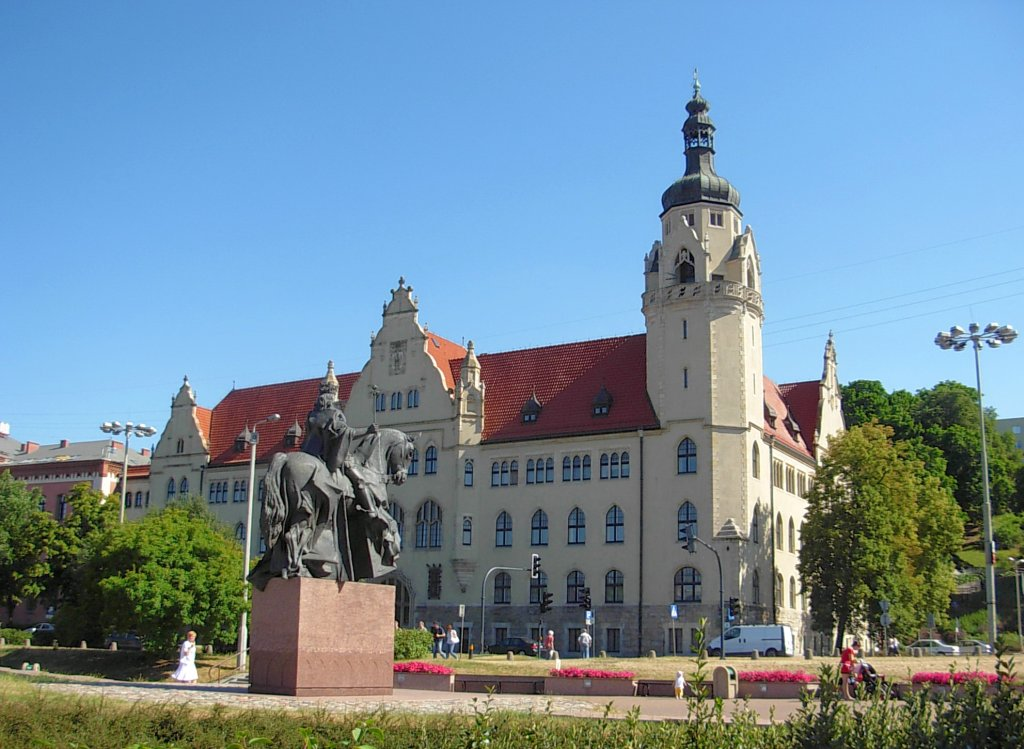
Z pomnikiem Kazimierza Wielkiego
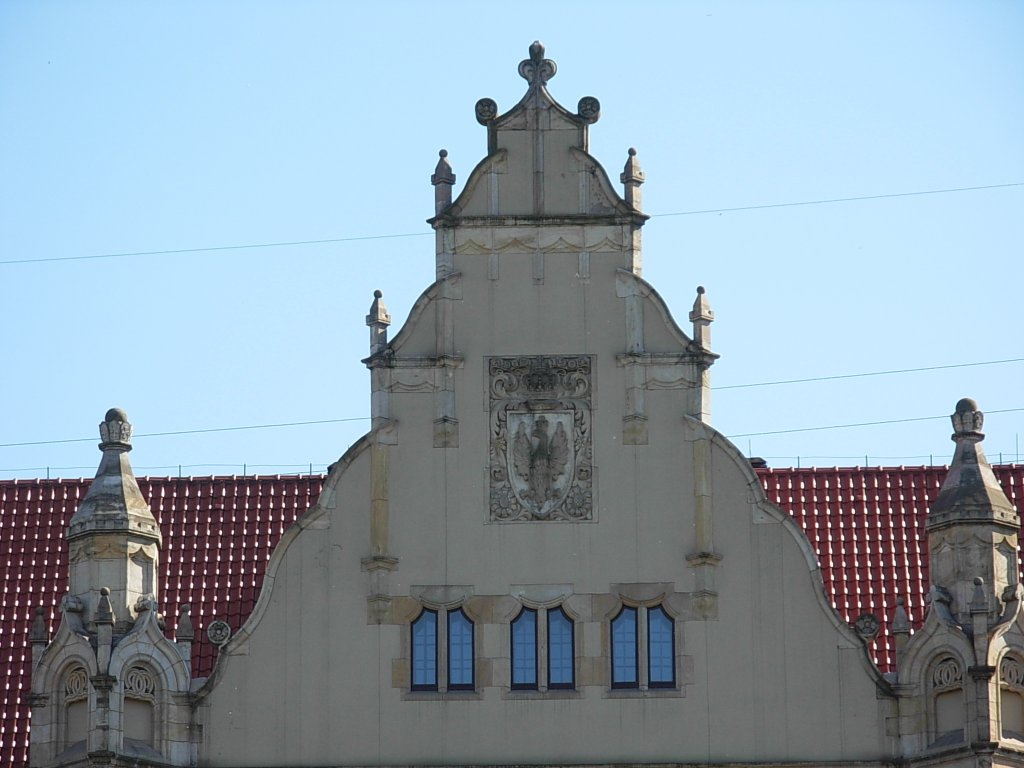
Szczyt północny z orłem pruskim
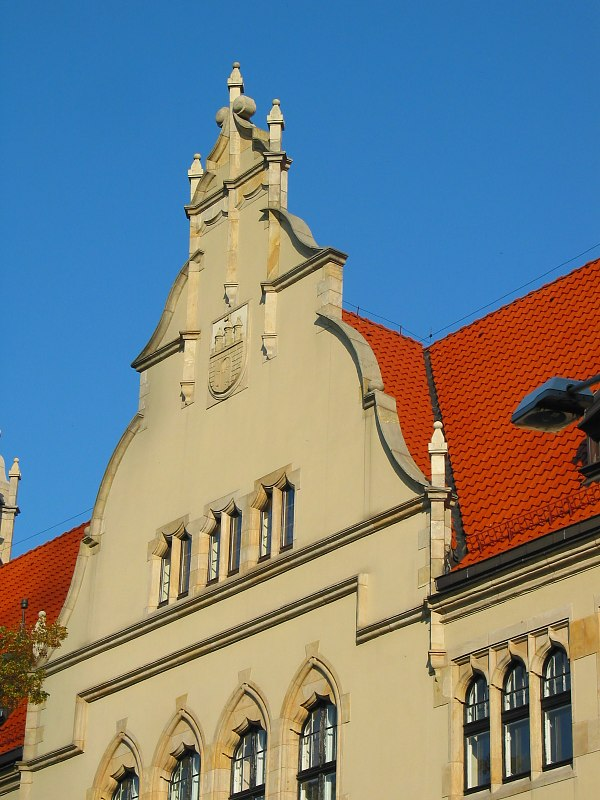
Szczyt zachodni z herbem Bydgoszczy
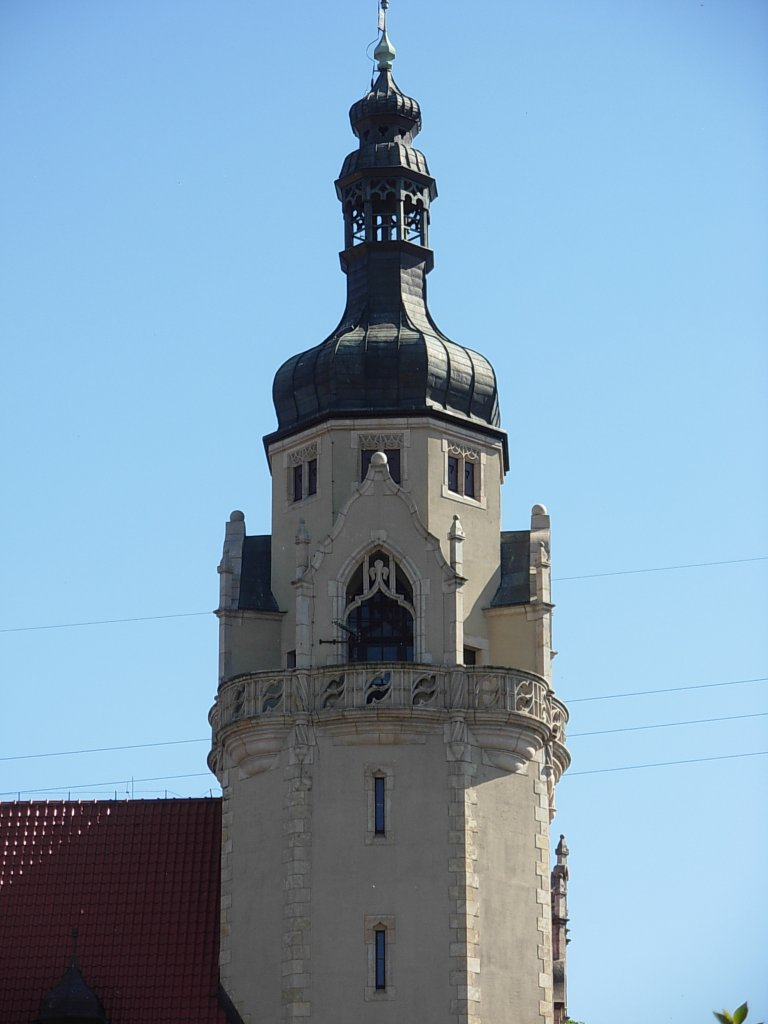
Wieża